# Anton Gallhöfer Dach und Fassade
Die Anton Gallhöfer Dach und Fassade GmbH war ein deutsches Baustoff-Handelsunternehmen. Durch den Zusammenschluss mit der Melle Dachbaustoffe GmbH ging es im Jahr 2017 in der Melle Gallhöfer Dach GmbH auf. Gallhöfer ist gemeinsam mit Melle eine Marke der Melle Gallhöfer Dach GmbH, die auf Dächer und Fassaden spezialisiert ist. Der gemeinsame Firmensitz befindet sich seit 2017 in Neuss.

## Geschichte

### Firmengründung als Familienunternehmen und erste Niederlassungen (1899–1936)

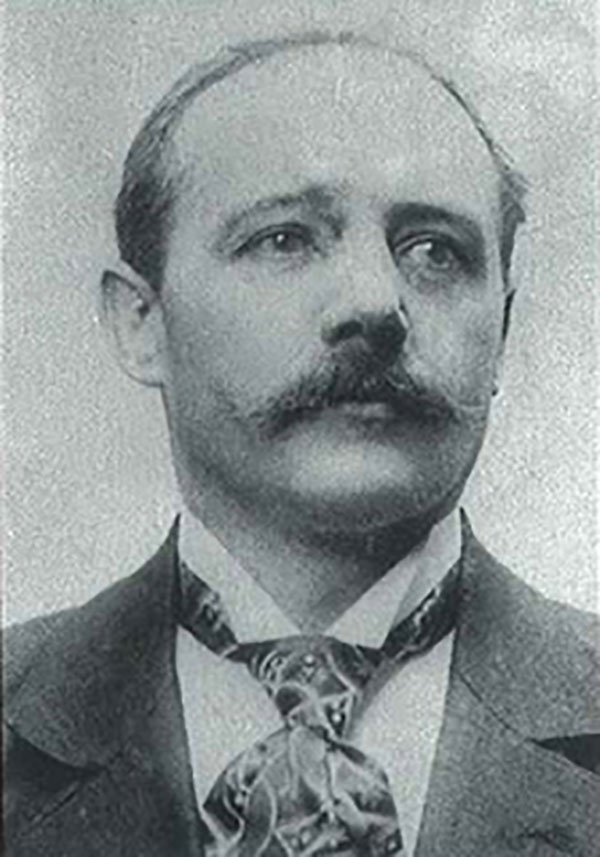
Anton Gallhöfer

1899 gründete Anton Gallhöfer, Dachdeckermeister und Kaufmann, eine Spezialgroßhandlung für Schiefer- und Falzziegel. Das Unternehmen wuchs schnell und bezog 1905 ein Stadtlager in Köln. 1920 übernahm Wilhelm Gallhöfer die Geschäftsleitung von seinem Vaters, der 1927 starb. Von der Weltwirtschaftskrise schwer getroffen, wurden zwischen 1930 und 1932 die Niederlassungen in Krefeld, Koblenz und Trier geschlossen und 1936 das Stadtlager aufgelöst. Lediglich die Niederlassung Oberhausen blieb als eigenständige Firma bestehen und die Familie Schang erwarb erste Anteile.

### Expansion in dritter und vierter Generation (1953–1983)
Nach dem Ende des Zweiten Weltkriegs erlebte das Unternehmen im Zuge des Wiederaufbaus neuen Aufschwung. Willi Gallhöfer übernahm 1953 nach dem Tod seines Vaters. 1970 wurde der Baustoffhändler Paul Starzonek KG erworben und wenige Jahre später führten die Brüder Christoph und Martin Gallhöfer das Unternehmen in vierter Generation weiter. Im Zuge der Expansion verlegte das Unternehmen seinen Firmensitz 1983 nach Hürth-Efferen.

### Übernahme durch die Familie Schang und Saint Gobain (1991–2003)
Das Unternehmen erwarb 1991 eine Beteiligung an der Firma Miersch & Stephan. Ab 1992 lag die Anton Gallhöfer GmbH in Oberhausen vollständig in den Händen der Familie Schang, blieb aber Mitglied der „Einkaufskooperation Gallhöfer Gruppe“. Neben einer weiteren Niederlassung in Düren (1993), wurde 1994 die Firma Litwinschuh & Bonk in Völklingen erworben. Zur Gallhöfer L & B gehörten die Neugründungen in Döbern/Cottbus (1991), Frankfurt an der Oder (1994), Kaiserslautern (1998 bis 2004) und Berlin (1999 bis 2004). 2003 wurde die Firma Anton Gallhöfer vom Konzern Compagnie de Saint-Gobain übernommen, wobei die Firmen A. W. Gallhöfer Fußboden, die Beteiligung an Miersch & Stephan und die Paul Starzonek GmbH bei den Brüdern Gallhöfer blieben. Die Anton Gallhöfer GmbH in Oberhausen wurde hingegen komplett eigenständig.

### Erweiterung der Gallhöfer-Gruppe und Zusammenschluss Melle Gallhöfer Dach GmbH (2007–2018)
Die Gallhöfer-Gruppe übernahm mit der BSSL GmbH in Garbsen und der Rudi Griesinger GmbH & Co. KG in Stuttgart und Birkenfeld weitere Firmen. Ein Jahr später kamen die Firmen Wider Bautechnik in Stuttgart, die Tangermünder Dachbaustoffe GmbH sowie die Albert Kirchhoff GmbH & Co. KG in Osnabrück, Stemwede und Sande hinzu. 2013 verschmolz die Anton Gallhöfer Dach und Fassade GmbH mit dem Schwester-Unternehmen Schäfer Dach GmbH. Drei Jahre später folgte der Equity Carve-out aus dem Konzern Saint Gobain durch das Investmentunternehmen Palero Capital GmbH und 2018 der gesellschaftsrechtliche Zusammenschluss mit der Melle Dachbaustoffe GmbH zur Melle Gallhöfer Dach GmbH.

## Leistungen und Produkte
Die Melle Gallhöfer GmbH bietet Produkte für den Aufbau von Steil- und Flachdächern, Fassaden sowie Materialien (Holz, Metall, Dämmstoffe) und Befestigungsmittel. Neben der Beratung und Planung bietet das Unternehmen weitere Leistungen an, etwa Schulungen, Holz- und Metallverarbeitung. Zudem verfügt die Melle Gallhöfer GmbH über Logistiklösungen und eine eigene Fuhrparkflotte. Im Leistungsspektrum sind neben Kleinstlieferungen mit Kleintransportern auch Transporte mit Überlänge enthalten sowie Hochkranentladung und die Entladung mit Kränen und Mitnahmestaplern.

## Standorte/Niederlassungen
Die Melle Gallhöfer Dach GmbH hat deutschlandweit 47 Niederlassungen, davon sind 30 der Marke Gallhöfer zuzuordnen:
- Badem
- Bad Köstritz
- Birkenfeld
- Breitungen
- Crimmitschau
- Dingelstädt
- Döbern
- Dohna
- Duisburg
- Frankfurt Oder
- Gallinchen
- Garbsen
- Göttingen
- Großschweidnitz
- Guben
- Guttau
- Hauswurz
- Isseroda
- Kirchheilingen
- Kulmbach
- Markersdorf
- Neuss
- Osnabrück
- Sande
- Stemwede
- Stuttgart
- Tangermünde
- Umkirch
- Völklingen
- Zittau